# Poder alimentar

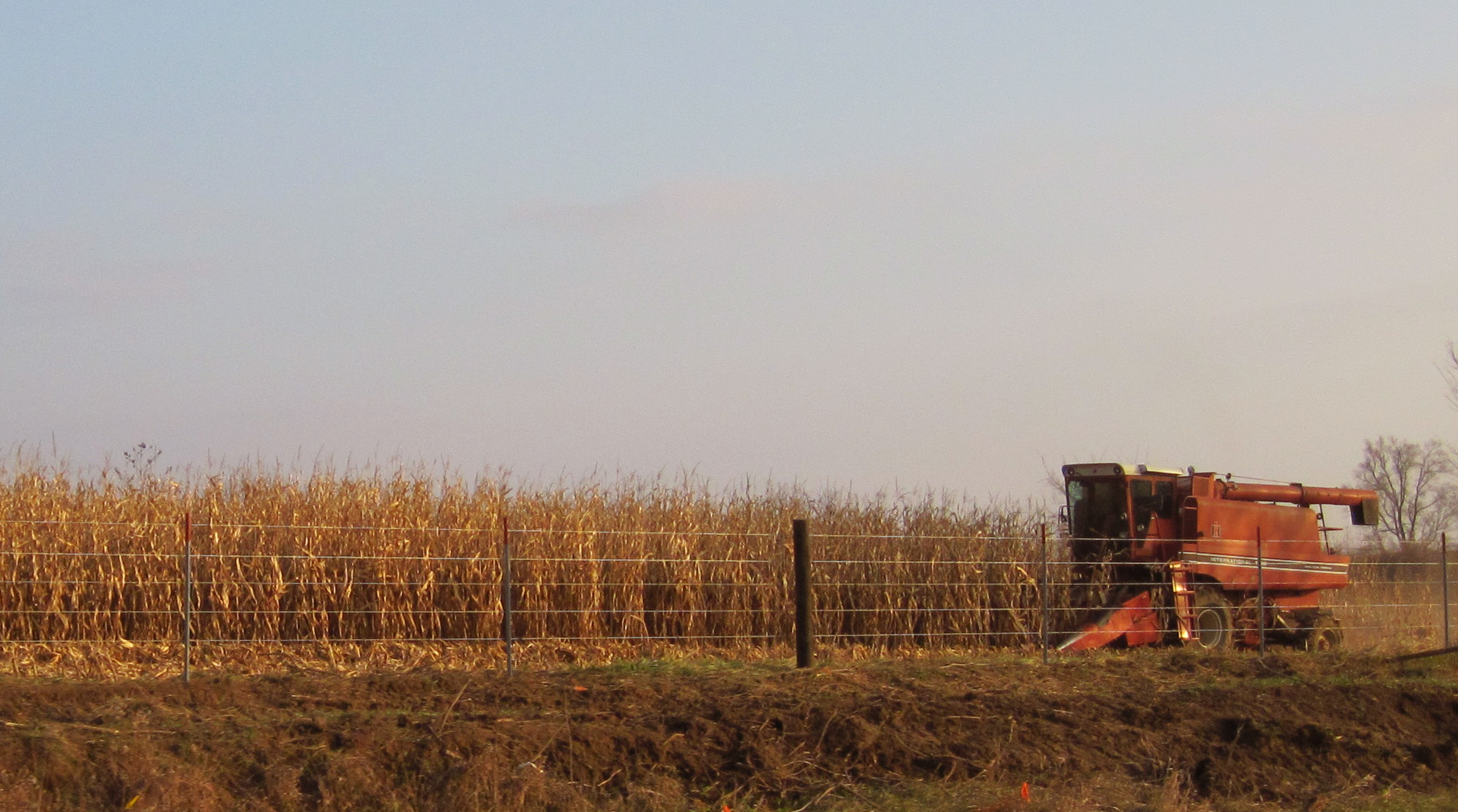
Colheita de milho em Iowa, Estados Unidos.

Na política internacional, o poder alimentar ou poder alimentício é o uso da agricultura como meio de controle político, por meio do qual uma nação ou grupo de nações oferece ou retém commodities de outra nação ou grupo de nações a fim de manipular o comportamento. Seu uso potencial como arma foi reconhecido após o uso anterior do petróleo pela OPEP como arma política. Os alimentos exercem uma grande influência nas ações políticas de uma nação. Em resposta a atos de poder alimentar, uma nação geralmente age no interesse de seus cidadãos para fornecer alimentos.
O poder alimentar é parte integrante da política de alimentos [en]. A ideia do poder alimentar é usada em embargos [en], emprego e política alimentar. Para que uma nação utilize o poder alimentar de forma eficaz, ela deve aplicar e demonstrar escassez, concentração da oferta, dispersão da demanda e independência de ação. Em menor escala, especialmente em alguns países africanos, o poder alimentar tem sido usado como arma por lados opostos em guerras internas e conflitos contra seu próprio povo.

## Contexto histórico
Há cinco exportadores globais que exportam agricultura suficiente para exercer esse hipotético poder alimentar: a União Europeia, os Estados Unidos, o Brasil, a China e o Canadá. Forçados a depender dessas nações em tempos de escassez, os países importadores de alimentos podem enfrentar crises alimentares se os suprimentos necessários forem retidos. No entanto, embora os líderes políticos dos países importadores de alimentos tenham expressado dúvidas sobre sua dependência, as nações exportadoras de alimentos geralmente não retêm alimentos, pois os produtores agrícolas dessas nações pressionam seus governos a continuar exportando.

## Política

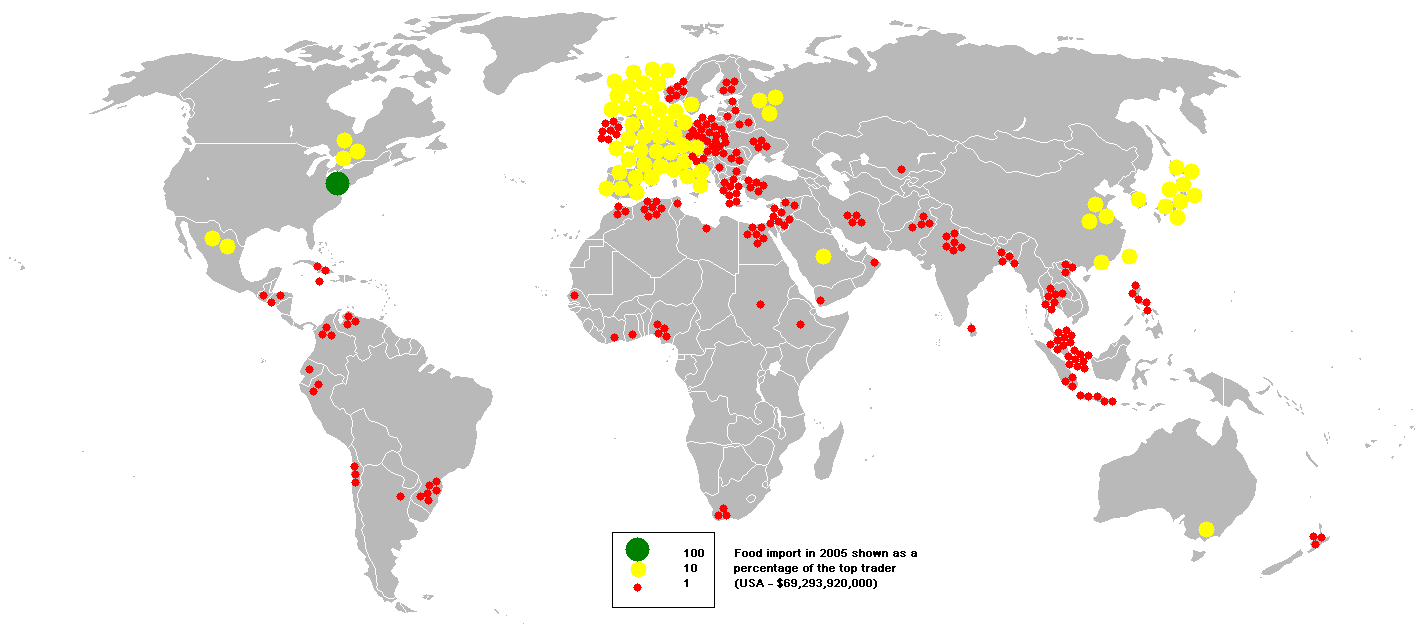
Importações de alimentos em 2005

As políticas alimentares são os aspectos políticos da produção, controle, regulamentação, inspeção e distribuição de alimentos. A política pode ser afetada por disputas éticas, culturais, médicas e ambientais relativas a métodos e regulamentos adequados de cultivo, agricultura e varejo. O poder alimentar é parte integrante da política de alimentos.:278
“A comida é uma arma”, declarou Earl Butz [en], Secretário de Agricultura dos Estados Unidos, em 1974.:277 O uso do petróleo pela OPEP como arma política trouxe a possibilidade de os Estados Unidos usarem a comida como uma ferramenta contra outros estados e para promover os objetivos dos EUA.:277 Também há usos alternativos do poder alimentar. Um importador pode se recusar a continuar importando a menos que sejam feitas concessões políticas. Isso teria os mesmos efeitos que um exportador que se recusasse a exportar.:278 Um exemplo disso seria a redução americana da cota de açúcar cubano. Em termos simples, com a concentração da demanda (um importador sendo o comprador dominante) e a dispersão da oferta (vários exportadores competindo para vender o mesmo produto), um importador pode tentar usar essa troca politicamente a seu favor; isso é especialmente eficaz se o exportador tiver pouco a exportar (baixa independência de ação).:278

## Poder alimentar e segurança alimentar
A segurança alimentar e o poder alimentar não são o mesmo, mas muitas vezes estão diretamente relacionados. Segurança alimentar é quando todas as pessoas de uma região têm sempre alimentos suficientes para uma vida ativa e saudável. O poder alimentar está relacionado quando um governo, empresa, líder, país etc. tira essa segurança para obter algo em troca. Muitos países utilizam a exploração do poder alimentar para ameaçar a segurança alimentar de outro país. O bem-estar de um país está diretamente relacionado ao bem-estar de seu povo, portanto, cada país deseja ter um suprimento adequado de alimentos para seus cidadãos. Esse desejo, no entanto, pode ser facilmente usado como alavanca na política de alimentos, demonstrando o poder alimentar.:158

### Poder alimentar e embargos

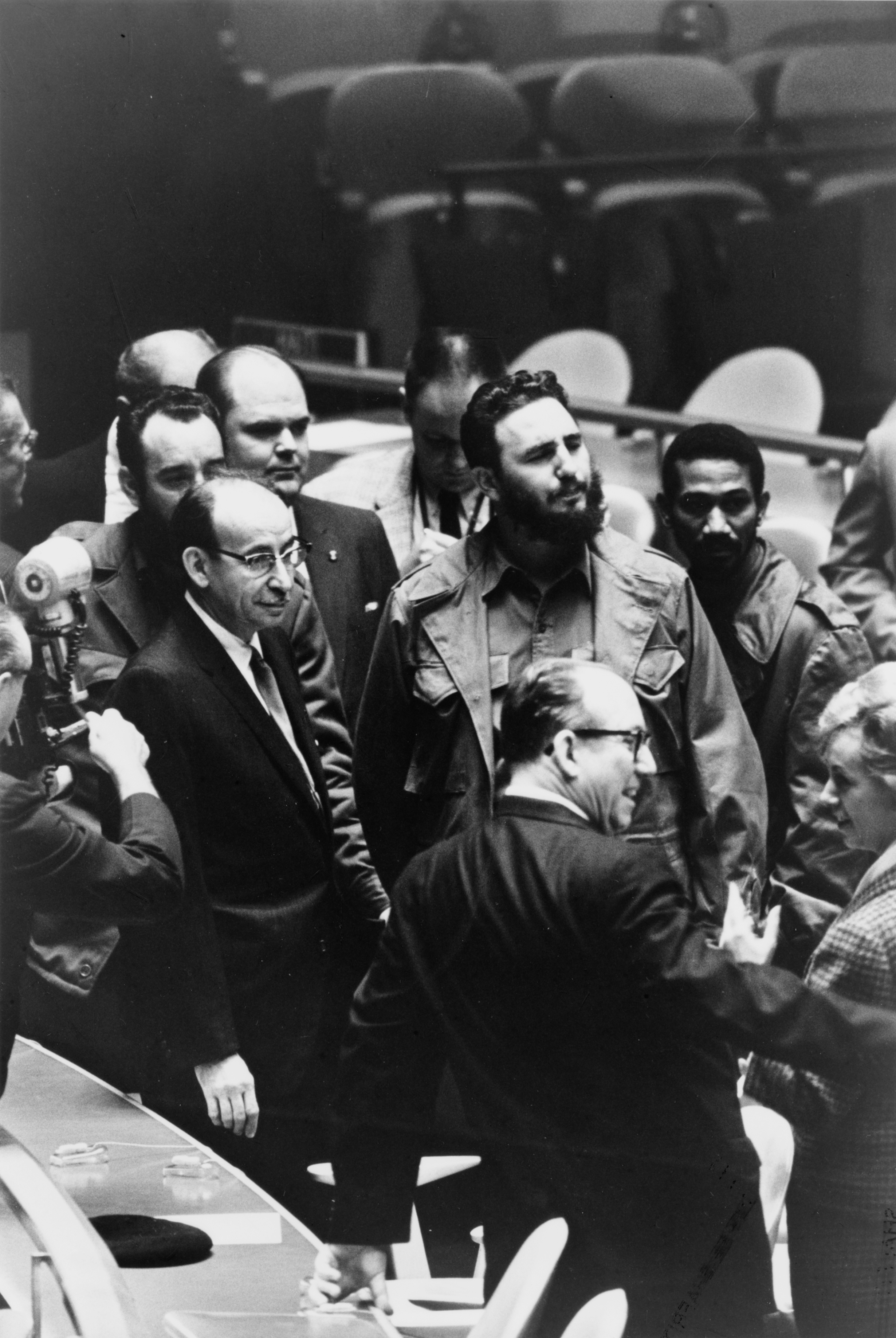
Fidel Castro em uma reunião da Assembleia Geral das Nações Unidas

Um embargo não é a mesma coisa que o poder alimentar; no entanto, o poder alimentar pode ser usado em um embargo.:24 Na verdade, os embargos que não envolvem alimentos em sua lista de itens restritos geralmente fracassam.:26 Por exemplo, em 20 de agosto de 1914, as potências aliadas iniciaram um embargo de itens importantes que normalmente eram enviados para a Alemanha.:26 No entanto, o embargo não foi completo nem eficaz até que os alimentos fossem adicionados à lista de materiais restritos.:26 Os alimentos têm o poder real, pois, após a introdução dos alimentos, a economia alemã começou a ficar dependente das importações de alimentos.:26 Como as potências aliadas usaram o poder alimentar em seu embargo, a Alemanha começou a ser afetada.:26
No início da década de 1980, os Estados Unidos impuseram um embargo de grãos à União Soviética. Essa foi uma tentativa dos EUA de utilizar o poder alimentar, mas não se confirmou. Assim, os soviéticos importaram grãos de diferentes fornecedores, o que levou a um aumento nas importações de grãos durante esse período, mas a um custo mais alto. Outra tentativa malsucedida de embargo de poder alimentar foi imposta pelo Conselho de Segurança da ONU em 1990 ao Iraque.
Outro exemplo de embargo é o embargo dos Estados Unidos contra Cuba. Esse embargo continua em andamento e, devido ao declínio da situação e da saúde do povo cubano, o embargo tem sido alvo de muitos protestos.

## Emprego

### Condições estruturais
O poder alimentar só pode ser usado de forma eficaz se certas condições estruturais se aplicarem::278
1. Escassez: Se a demanda for alta e a oferta for limitada, o valor de uma determinada mercadoria aumenta. O preço reflete geralmente o potencial da mercadoria como uma arma;[4]:278 pois indica a importância atribuída a ela. Exemplo: Se um consumidor está disposto a pagar um preço alto em termos monetários, ele também pode estar disposto a pagar um preço alto em concessões políticas.
2. Concentração da oferta: A oferta deve estar nas mãos de apenas alguns produtores/vendedores, pois isso possibilita uma concorrência limitada, fixação de preços ou, potencialmente, um monopólio.[4]:278
3. Dispersão da demanda: Permite que os vendedores joguem os consumidores uns contra os outros, bem como aumentem os preços ou tornem os termos condicionais.[4]:278 Isso favorece o uso de alimentos de bens econômicos como uma arma.[4]:278
4. Independência de ação: Para garantir a afetividade, o vendedor/produtor deve controlar seus próprios ativos. Ou o vendedor/produtor deve ser capaz de controlar o processo de produção, talvez por meio do controle governamental sobre as empresas que realizam a produção, ou deve ter acesso a meios em outras dimensões para garantir que possa manter ou ampliar o controle sobre seus ativos.[4]:279

As quatro condições listadas acima DEVEM estar presentes simultaneamente para transformar um ativo econômico em um instrumento político.:280 Isso não significa necessariamente que o ativo será usado sempre que as quatro condições acima estiverem presentes. Tal decisão seria considerada somente se houvesse outras condições, por exemplo, a natureza de um determinado conflito e julgamento, objetivos, meios alternativos e julgamento de utilidade.:280

### Emprego como arma econômica
Há vários usos para o emprego de armas econômicas contra um país ou outro. Um dos usos de armas econômicas diz respeito à negociação entre vendedor e comprador sobre as condições de um contrato comercial,:280 o que incluiria preço, transporte, cronograma de remessa e pagamento, etc. Embora esse seja um exemplo de aplicação bem-sucedida do poder alimentar, não é um objetivo político.:280 Embora esse seja um exemplo de aplicação bem-sucedida do poder alimentar, não se trata de um objetivo político.:280 Outro uso diz respeito a objetivos econômicos que não sejam relacionados à transação de mercadorias; à política econômica geral do comprador.:280 Isso incluiria a balança de pagamentos, problemas gerais, como inflação ou tributação e posse de terras. O que distingue esse caso do primeiro é que não há vínculo entre as condições estabelecidas e a transferência do produto.:280 As condições se referem à esfera econômica da vida. Um uso político seria aquele referente às políticas externas e de defesa do comprador. Muitos acreditam que há um limite moral entre economia e política, o que torna questionável o uso de meios econômicos para ganhos políticos. Exemplos do uso de armas econômicas para fins políticos são os boicotes contra determinados países e a compra de votos na ONU.:280 Um quarto propósito diz respeito ao pressuposto básico da terceira categoria: os governos não se aceitam mais como legítimos. As metas econômicas não são mais vistas como um meio de influenciar um governo oposto, mas sim para estimular a oposição e conseguir a derrubada ou a capitulação do governo.:280

### Estados Unidos

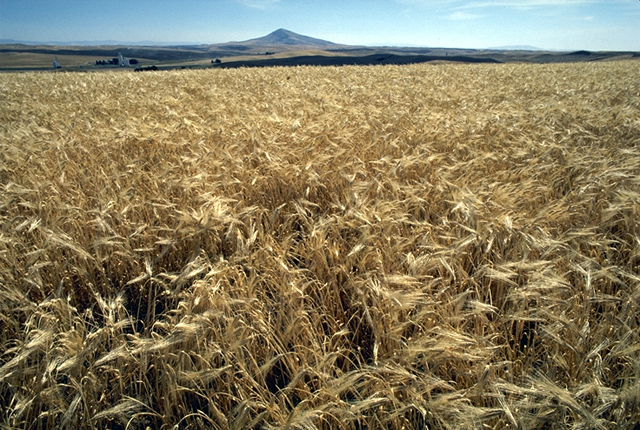
A cevada é uma das principais culturas de forragem animal.

Os Estados Unidos já foram os mais dominantes em todas as áreas, como militar, energia, exportações, etc. O poder alimentar não era realmente considerado. No entanto, como alguns desses poderes diminuíram desde então, o poder dos alimentos veio à tona. No âmbito dos alimentos, os Estados Unidos permanecem no topo, sem contestação. Os Estados Unidos ocupam a posição de maior produtor e exportador de alimentos.:26 Enquanto outras nações, principalmente as nações em desenvolvimento, mas até mesmo algumas das mais ricas nações exportadoras de petróleo, estão começando a ter escassez de alimentos e se tornando cada vez mais dependentes de alimentos importados dos Estados Unidos, o que lhe dá cada vez mais poder. Isso permite que os Estados Unidos esperem um comportamento amigável dos países que importam alimentos americanos.:26 Também é provável que os Estados Unidos tenham alguma forma de influência sobre esses países.:26 Até mesmo alguns dos países mais pobres da OPEP tornaram-se dependentes do trigo americano.:29 Portanto, existe a possibilidade de os Estados Unidos restringirem suas exportações de alimentos para fins políticos.:29 Os Estados Unidos poderiam usar esse poder alimentar como meio de exercer pressão sobre os países da OPEP.:29 O poder alimentar será mais eficaz em épocas de escassez de alimentos ou fome, pois é quando os países que dependem dos Estados Unidos estão mais desesperados.:26
Os EUA frequentemente usam seu poder econômico para punir outros países. Uma das maneiras pelas quais os EUA fazem isso é retendo a exportação de alimentos. Os motivos para a punição de outro país variam; no entanto, eles podem ser divididos em dois grupos principais: objetivo de contenção externa e objetivos de desenvolvimento de mercado/humanitários.:292 O objetivo de contenção externa tende a punir os países que ameaçam os EUA. Um exemplo dessa ameaça seriam os países sob outras formas de governo. Outros exemplos relacionados ao objetivo de contenção seriam: não ajudar países comunistas, governos socialistas, países que apoiam regimes radicais, regimes com democracia inadequada que são fracos demais para serem anticomunistas (efetivamente) e países que não aceitam acordos com os EUA.:292 O desenvolvimento do mercado e os objetivos humanitários seriam um exemplo de países que estão tentando competir economicamente com os EUA. Os EUA executarão punições de ajuda externa a países que tentarem nacionalizar propriedades de empresas americanas, países que quiserem assumir funções de empresas americanas e países que tentarem iniciar políticas econômicas nacionalistas.:292
Os Estados Unidos modificaram sua postura desde a década de 1970, quando o Departamento de Estado e a CIA publicaram relatórios explorando o potencial dos embargos de alimentos. O projeto de lei do Congresso H.R. 5426, Lei de Reforma das Sanções Comerciais e Aprimoramento das Exportações de 2000, removeu as sanções de exportação agrícola aplicadas à Líbia, Sudão e Coreia do Norte (o comércio agrícola com Cuba permaneceu sob algumas restrições) e deu ao Congresso poder de veto sobre ações presidenciais unilaterais nesse sentido.

### África
A política alimentar na África difere dos casos na América do Norte e na Europa, pois há um caso de poder alimentar em pequena escala na África, particularmente no Sudão. Alguns especialistas dizem que os casos de fome e insegurança alimentar na África se devem à produção inconsistente de alimentos e à espiral descendente da interação entre o crescimento populacional e a sustentabilidade ambiental.:170 Mas, após uma inspeção mais detalhada, é revelado que a natureza não é o único catalisador para os numerosos problemas de insegurança alimentar da África.:170

#### Sudão

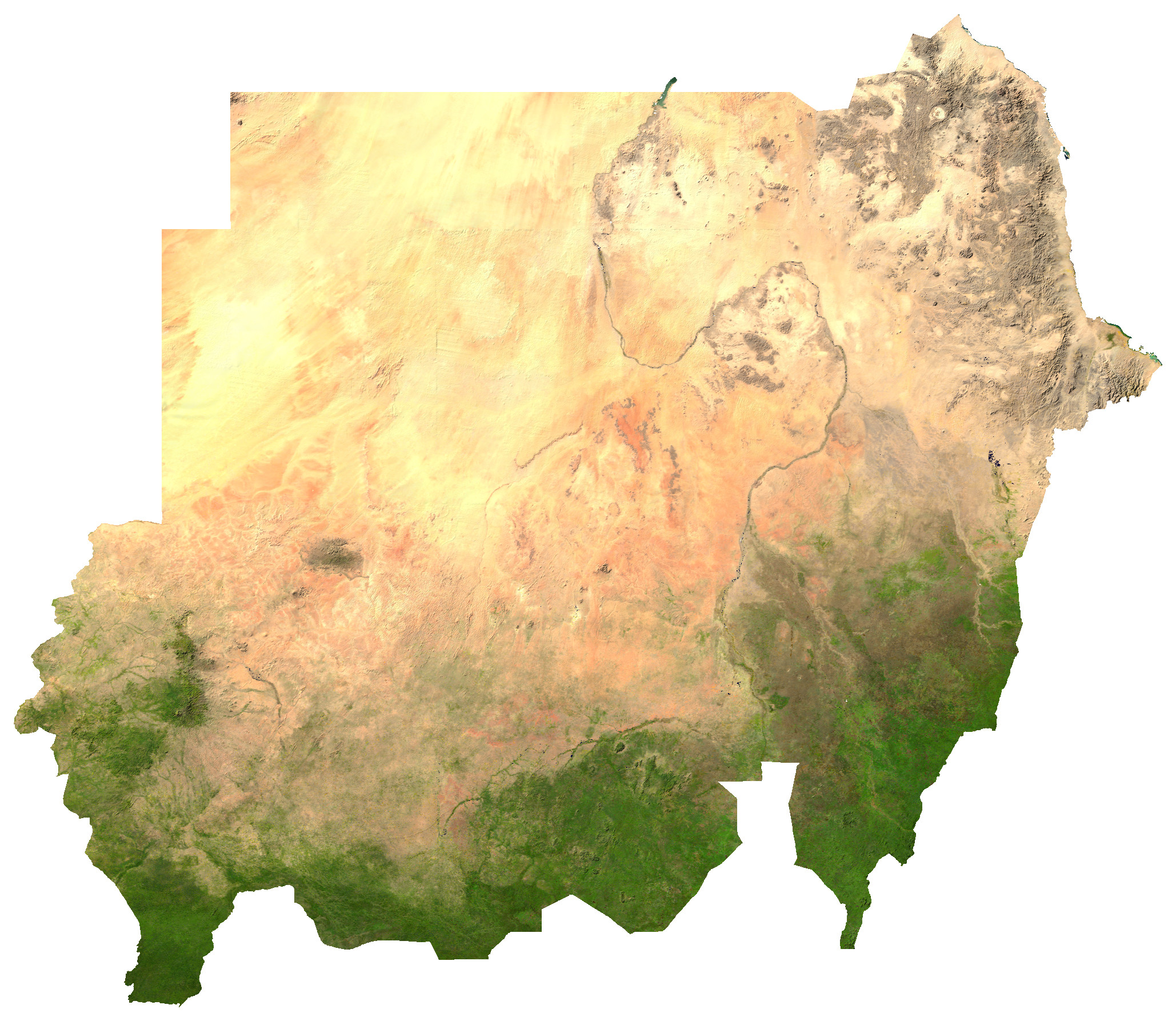
Imagem de satélite do Sudão

A fome é moldada geralmente por duas teorias. A primeira é o Declínio da Disponibilidade de Alimentos, resultado de uma seca, uma guerra ou alguma outra mudança drástica no sistema agrícola.:171 Essa é a causa natural da fome. A outra teoria lida principalmente com a capacidade da população de acessar ou ter direito a alimentos. Nesse caso, o poder dos alimentos se torna conhecido em pequena escala, pois forças políticas opostas no Sudão competem pelos votos da população instigando ou incentivando a fome.
Por exemplo, a fome no Sudão na década de 1980 foi completamente intencional e foi apenas um peão para um conjunto variado de diferentes elites para melhorar seus status políticos e econômicos.:189 No entanto, esses partidos políticos não foram os únicos beneficiários. Os comerciantes também eram conhecidos por acumular grãos e comprar gado a preços inadequadamente baixos quando a fome alterava os termos de troca.:171 Os comerciantes do Sudão Ocidental durante a fome de 1987 foram descritos como insensíveis porque se recusaram a vender grãos a vilarejos necessitados em Darfur a preços razoáveis. Portanto, a fome no Sudão foi outro exemplo de poder alimentar, no qual os alimentos foram usados como política e ignoraram completamente as necessidades do povo e promoveram as intenções políticas e de poder das forças beligerantes opostas no país.:189
A fome no Sudão em 1998 foi um desastre humanitário causado principalmente por abusos de direitos humanos, bem como pela seca e pelo fracasso da comunidade internacional em reagir ao risco de fome com a rapidez adequada. A área mais afetada foi Bar El Ghazal, no sudoeste do Sudão. Nessa região, mais de 70.000 pessoas morreram durante a fome.